# Yousef Mirza Bani Hammad
Yousef Mirza Bani Hammad (àrab: يوسف محمد احمد ميرزا الحمادي, Yūsuf Muḥammad Aḥmad Mīrzā al-Ḥāmmadī) (Khor Fakkan, 8 d'octubre de 1988) fou un ciclista dels Emirats Àrabs Units del 2009 al 2022. Ha guanyat diferents campionats nacionals, tant en ruta com en contrarellotge. També va competir en ciclisme en pista.
El seu germà Badr també s'ha dedicat al ciclisme.

## Palmarès
- 2009
  - Campió del Golf Pèrsic en contrarellotge per equips
  - Campió àrab sub-23 en ruta
- 2010
  -  Campió dels Emirats Àrabs en ruta
- 2011
  -  Campió dels Emirats Àrabs en contrarellotge
  - Campió àrab en ruta
  - Campió àrab en contrarellotge
- 2012
  -  Campió dels Emirats Àrabs en contrarellotge
  - Campió del Golf Pèrsic en contrarellotge
  - Vencedor d'una etapa al Tour de l'Ijen
- 2013
  -  Campió dels Emirats Àrabs en ruta
  - 1r al Tour de Al Zubarah i vencedor de 2 etapes
  - Vencedor d'una etapa al Sharjah International Cycling Tour
- 2014
  -  Campió dels Emirats Àrabs en ruta
  -  Campió dels Emirats Àrabs en contrarellotge
  - 1r al Sharjah International Cycling Tour
  - Vencedor de 2 etapes al Tour de Al Zubarah
- 2015
  -  Campió dels Emirats Àrabs en ruta
- 2016
  -  Campió dels Emirats Àrabs en ruta
  -  Campió dels Emirats Àrabs en contrarellotge
  - Vencedor d'una etapa a la Volta a Tunísia
- 2017
  -  Campió dels Emirats Àrabs en ruta
  -  Campió dels Emirats Àrabs en contrarellotge
- 2018
  -  Campió dels Emirats Àrabs en ruta
  -  Campió dels Emirats Àrabs en contrarellotge
  - Campió àrab en ruta
- 2019
  -  Campió dels Emirats Àrabs en ruta
  -  Campió dels Emirats Àrabs en contrarellotge
- 2021
  -  Campió dels Emirats Àrabs en ruta
  -  Campió dels Emirats Àrabs en contrarellotge
- 2022
  -  Campió dels Emirats Àrabs en ruta
  -  Campió dels Emirats Àrabs en contrarellotge